# Elov Olsson
Elov Olsson, född 26 juli 1989, är en svensk friidrottare (långdistanslöpare) tävlande för Ockelbo SK. Han är svensk mästare i grenen 100 km landsvägslöpning år 2019, 2021 och 2022 samt i 24-timmarslöpning 2025. Han är svensk rekordhållare på 100 engelska mil, 12-timmars- och 24-timmarslöpning.
2017 vann Olsson Ultravasan. 2023 sprang Olsson loppet Tunnel Hill 100 mile race på 11:26:19, vilket är svenskt rekord på distansen och gör honom till den tredje snabbaste personen på distansen någonsin. 2024 kom Olsson på sjunde plats i Comrades Marathon.

## Personliga rekord
| Utomhus - 5 000 meter – 15.40,9 (Gävle, Sverige 27 augusti 2018) - 10 000 meter – 32.23,13 (Gävle, Sverige 10 oktober 2018) - Maraton – 2:26:53 (Rotterdam, Nederländerna 16 april 2023) - 100 km landsväg – 6:36.30 (Växjö, Sverige 23 april 2022) - 100 engelska mil - 11:26:19 (Tunnel Hill, USA 12 november 2023) - 24 timmar - 284.669 km (Växjö, Sverige 2025) |

### Fotnoter
1. ↑  ”SM 100 km landsväg 2016”. smfriidrott.com. Arkiverad från originalet den 18 augusti 2016. https://web.archive.org/web/20160818094213/http://www.smfriidrott.com/tavling/sm-100km-2016/resultatlista. Läst 1 november 2016.
2. ↑  ”UltraSM”. halleif.nu. http://www.halleif.nu/resultat/2019/20190706_ultrasm_resultat_klassindelad.pdf. Läst 25 augusti 2019.
3. ↑  ”SM-VSM 100 km, Halmstad 4.7.21”. friidrottsstatistik.se. https://www.friidrottsstatistik.se/resultsswe.php?CID=12991772&Season=2021. Läst 29 augusti 2021.
4. ↑  ”Resultat: SM-VSM 100 km och 24 h samt VXO Ultrafest, Växjö 23‐24.4.22”. friidrottsstatistik.se. https://www.friidrottsstatistik.se/resultsswe.php?CID=13010073&Season=2022. Läst 5 augusti 2022.
5. ↑  ”Resultat: SM-VSM 100 km/24 timmar, Växjö 26‐27.4.25”. friidrottsstatistik.se. https://www.friidrottsstatistik.se/resultsswe.php?CID=13099733&Season=2025. Läst 1 augusti 2025.
6. ↑  ”Tredje raka SM-guldet för Elov Olsson – Nikita Steiner under drömgränsen”. friidrott.se. 23 april 2022. Arkiverad från originalet den 5 augusti 2022. https://web.archive.org/web/20220805174505/https://www.friidrott.se/Nyheter/allmannanyheter/2022/April/tredjerakasm-guldetforelovolssonnikitasteinerunderdromgransen. Läst 5 augusti 2022.
7. ↑  ”Svenskt rekord i 24-timmarslöpning av Elov Olsson - Friidrottsförbundet”. www.friidrott.se. https://www.friidrott.se/tavling-landslag/nyhetsarkiv-tavling-landslag/svenskt-rekord-i-24-timmarslopning-av-elov-olsson/. Läst 10 maj 2025.
8. ↑  Keeley Milne (12 november 2023). ”American pro marathoner blasts to new 50-mile world record” (på amerikansk engelska). Canadian Running Magazine. https://runningmagazine.ca/the-scene/american-pro-marathoner-blasts-to-new-50-mile-world-record/. Läst 24 oktober 2024.
9. 1 2  ”Personsida på IAAF:s webbplats” (på engelska). iaaf.org. https://www.iaaf.org/athletes/sweden/elov-olsson-014755509. Läst 12 oktober 2019.
10. 1 2 3 4  ”Elov Olsson Friidrottsstatistik”. friidrottsstatistik.se. https://www.friidrottsstatistik.se/atswe.php?Gender=1&ID=213397. Läst 5 augusti 2022.
11. ↑  https://trailrunner.com/event/tunnel-hill-100-mile/